# Vanda jainii
Vanda jainii là một loài thực vật có hoa trong họ Lan. Loài này được A.S.Chauhan miêu tả khoa học đầu tiên năm 1984.